# Nicomache mossambica
Nicomache mossambica är en ringmaskart som beskrevs av Francis Day 1951. Nicomache mossambica ingår i släktet Nicomache och familjen Maldanidae. Inga underarter finns listade i Catalogue of Life.